# Hundtjärnen (Arjeplogs socken, Lappland)
Hundtjärnen är en sjö i Arjeplogs kommun och Sorsele kommun i Lappland och ingår i Umeälvens huvudavrinningsområde. Sjön har en area på 0,123 kvadratkilometer och ligger 410,3 meter över havet. Sjön avvattnas av vattendraget Nartokbäcken.

## Delavrinningsområde
Hundtjärnen ingår i det delavrinningsområde (728099-160025) som SMHI kallar för Mynnar i Gargån. Medelhöjden är 422 meter över havet och ytan är 8,47 kvadratkilometer. Räknas de 10 avrinningsområdena uppströms in blir den ackumulerade arean 58,37 kvadratkilometer. Nartokbäcken som avvattnar avrinningsområdet har biflödesordning 4, vilket innebär att vattnet flödar genom totalt 4 vattendrag innan det når havet efter 321 kilometer. Avrinningsområdet består mestadels av skog (50 procent) och sankmarker (47 procent). Avrinningsområdet har 0,28 kvadratkilometer vattenytor vilket ger det en sjöprocent på 3,3 procent.